# 에어프랑스 8969편 납치 사건
에어프랑스 8969편(영어: Air France Flight 8969)은 알제리 내전 도중인 1994년 12월 24일에 우아리 부메디엔 공항에서 이슬람 무장 단체에 의해 에어 프랑스 소속의 항공기가 납치된 사건을 말한다. 연료 공급을 위해 마르세유 프로방스 공항에 착륙한 도중 프랑스의 특수부대에 의해 무장 단체가 모두 진압되었다.

## 같이 보기
- 페덱스 익스프레스 705편
- 루프트한자 181편 납치 사건
- 유나이티드 항공 93편 테러 사건